# Route départementale 89 (Yvelines)
Pour les articles homonymes, voir Route départementale 89.
La route départementale 89 ou D89, est un axe nord-sud secondaire du nord-ouest du département des Yvelines.
Cette route dessert exclusivement des communes rurales situées aux confins de l'Eure-et-Loir qui bénéficient ainsi d'une liaison directe, par l'intermédiaire de la route nationale 15, avec la ville voisine de Vernon.

## Itinéraire
Dans le sens nord-sud, les communes traversées sont :
- Notre-Dame-de-la-Mer, début de la RD89 en bordure de Seine, à 20 mètres d'altitude, un peu en aval du village. La RD 89 s'embranche en biais sur la route départementale 915 (Bonnières-sur-Seine-Le Havre) et monte sur le plateau à 140 mètres d'altitude par une rampe assez longue dans le bois de Port-Villez qui conduit, sous le nom de « route du Chêne-Monsieur », ensuite sous le nom de « Rue de Verdun », puis sous le nom de « Rue de Bréval », au lieu-dit « La Grosse Borne » à la limite de la commune de La Villeneuve-en-Chevrie ;
- La Villeneuve-en-Chevrie, croisement (stop) avec la route départementale 113 (route nationale 13) (Paris-Cherbourg), puis franchissement (passage supérieur) de l'autoroute A13 ;
- Lommoye, croisement avec la route départementale 37 (Freneuse-Lommoye) à la traversée d'une frange de la forêt régionale de Rosny-sur-Seine et tronc commun sur environ 300 mètres avec cette route jusqu'au lieu-dit « La Tuilerie » ;
- Saint-Illiers-la-Ville ;
- Bréval :
  - croisement, près du lieu-dit « Les Bossus », avec la route départementale 114 (Rosny-sur-Seine-Saint-Illiers-le-Bois),
  - croisement avec la route départementale 11 (Saint-Cyr-l'École-Saint-Illiers-le-Bois) et tronc commun avec cette route dans le centre-ville ;
- Neauphlette, fin de la route à la limite du département d'Eure-et-Loir dans lequel elle continue sous le nom de RD 115.